# Естремера
Естремера (ісп. Estremera) — муніципалітет в Іспанії, у складі автономної спільноти Мадрид. Населення — 1508 осіб (2010).
Муніципалітет розташований на відстані близько 55 км на південний схід від Мадрида.
На території муніципалітету розташовані такі населені пункти: (дані про населення за 2010 рік)
- Естремера: 1336 осіб
- Ла-Вега: 151 особа
- Ель-Кампетон: 21 особа

## Демографія
Динаміка населення (INE ):

## Галерея зображень

Розташування муніципалітету у автономній спільноті Мадрид
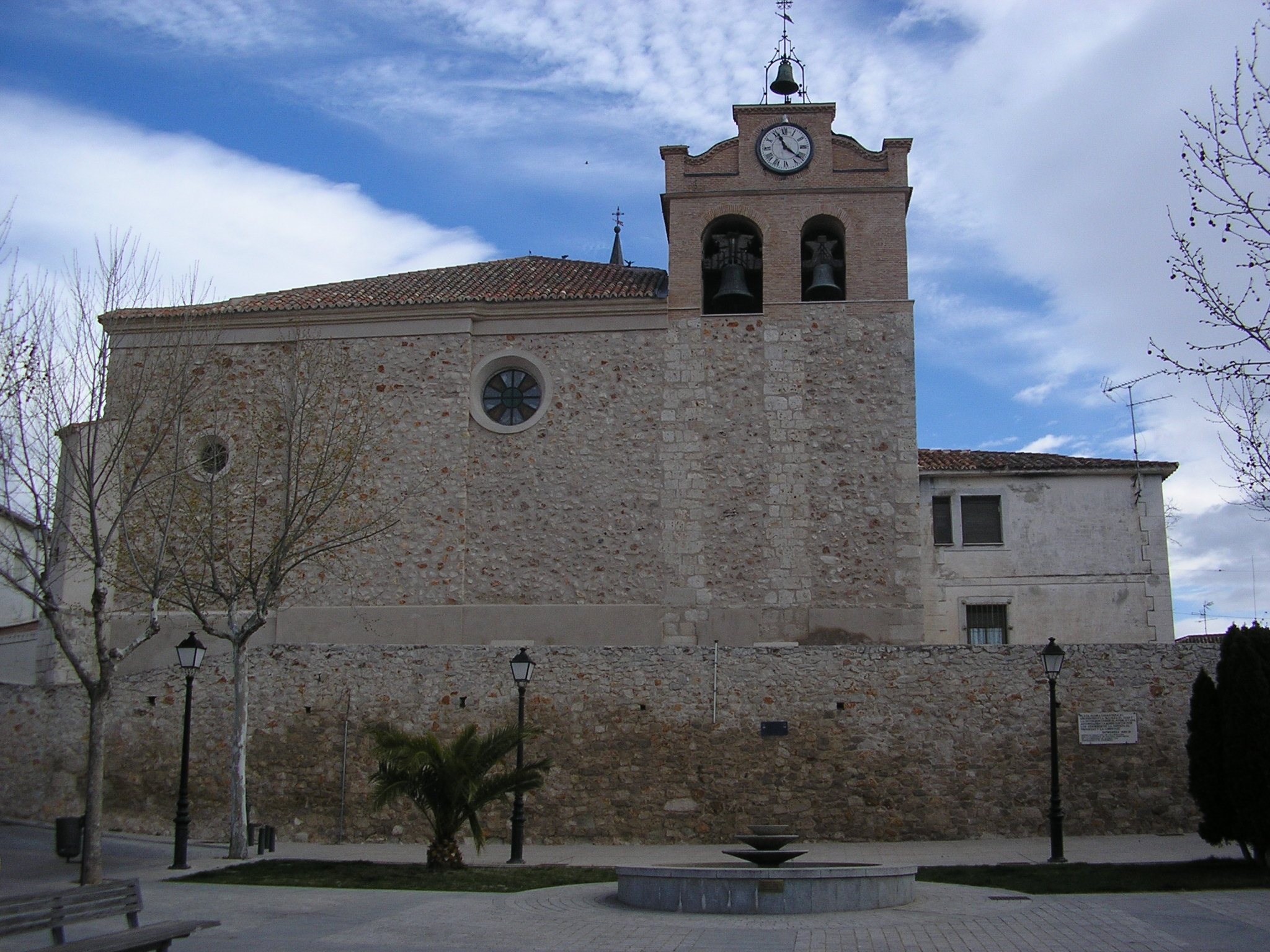
Церква у Естремері
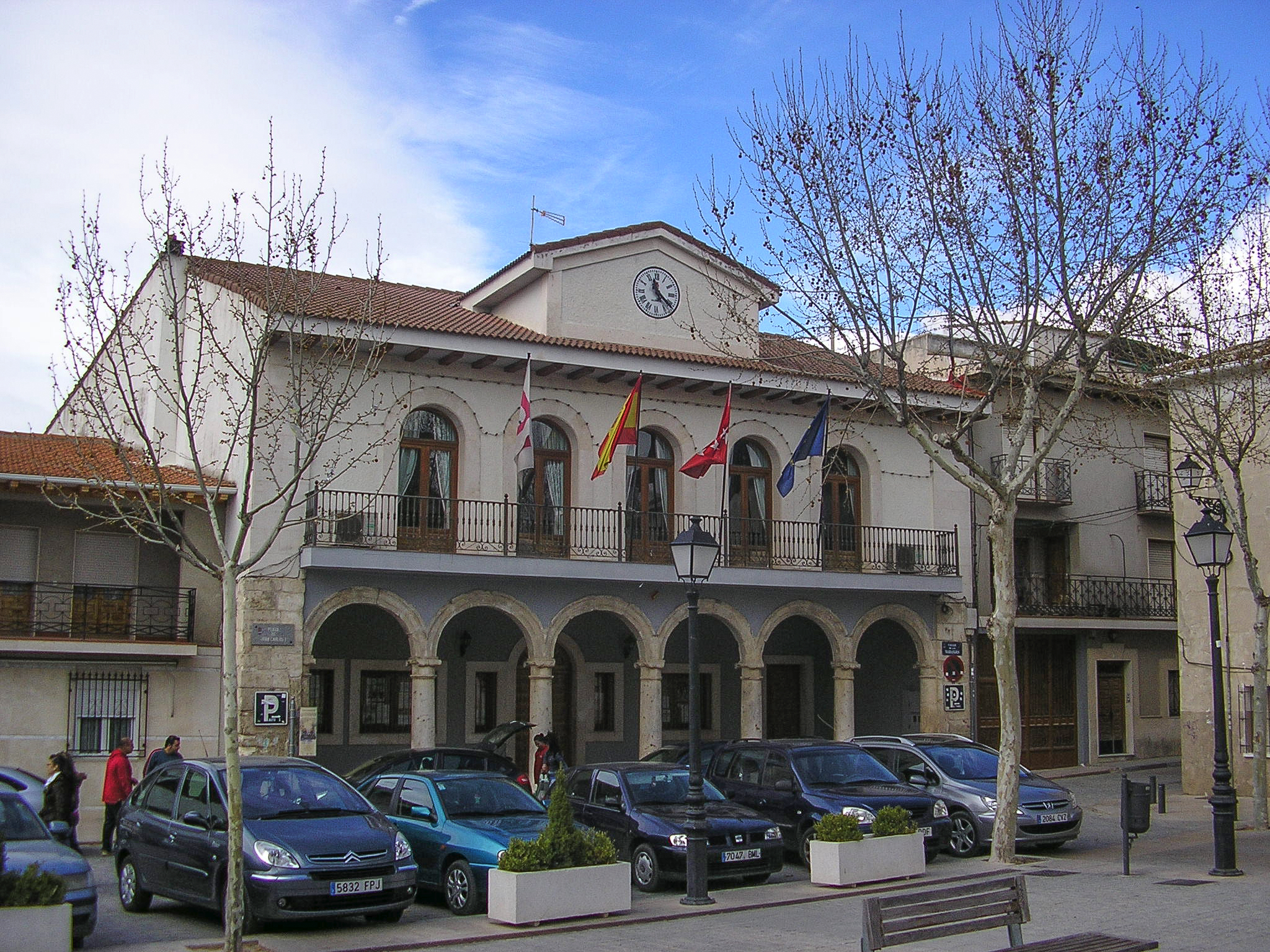
Муніципальна рада